# Вињола-Монти (Фрозиноне)
Вињола-Монти је насеље у Италији у округу Фрозиноне, региону Лацио.
Према процени из 2011. у насељу је живело 344 становника. Насеље се налази на надморској висини од 402 м.